# Lubécourt
Lubécourt település Franciaországban, Moselle megyében. Lakosainak száma 67 fő (2022. január 1.). Lubécourt Amelécourt, Château-Salins, Fonteny, Gerbécourt és Puttigny községekkel határos.

## Népesség
A település népességének változása:
| Lakosok száma | 69   | 58   | 55   | 48   | 62   | 69   | 73   | 75   | 72   | 67   |
|               | 1968 | 1982 | 1990 | 2006 | 2013 | 2015 | 2017 | 2019 | 2020 | 2022 |